# A–6 Intruder
Az A–6 Intruder szubszonikus, sugárhajtású haditengerészeti csatarepülőgép, melyet az Amerikai Egyesült Államokban fejlesztettek ki az A–1 Skyraider leváltására. Hadrendbe állította mind az Amerikai Haditengerészet mind a Tengerészgyalogság, exportálására nem került sor. Legutolsó és legfejlettebb típusváltozatának, az A–6E ütemezett kivonása miatt az F–14 Tomcatet precíziós csapásmérő képességekkel kellett felruházni. Az amerikai repülőgép-hordozókon csapásmérő képességének hiányát egyik aktív repülőgéptípus sem tudta pótolni, némileg az F/A–18E/F Super Hornet szolgálatba állása hozott ebben előrelépést.
Több típusváltozata készült el, mely fejleszthetőségét jól mutatja: a KA–6D Intruder légi utántöltő repülőgép, az EA–6A Electronic Intruder és az EA–6B Prowler rádióelektronikai harci repülőgépek mindegyike hordozófedélzeti üzemre készült a repülőezredek harcászati képességeinek bővítésére. A típus részt vett a vietnámi háborúban, Líbia 1986-os bombázásában, valamint az öbölháborúban egyaránt. 1997-ben vonták ki a rendszerből, feladatait részlegesen az F/A–18 Hornet, a csapásmérésre alkalmassá tett F–14 Tomcat és az S–3 Viking típusok megosztva vették át. Az EA–6B még rendszerben áll, utódja a Haditengerészetnél EA–18G Growler, a Tengerészgyalogságnál azonban még legalább 2020-ig szolgálatban marad.

## Típusváltozatok

### A–6A
A típus első változata a kor egyik legfejlettebb digitális támadórendszere – (DIANE, Digital Integrated Attack/Navigation Equipment) – köré lett építve, mely alkalmassá tette a bármely napszaki és bonyolult időjárási körülmények közötti bombavetés nagy céltalálati valószínűséggel való végrehajtására. A DIANE egy komplex radarrendszer volt: a Norden Systems AN/APQ–92 felderítőradar váltotta fel a prototípusban alkalmazott AN/APQ–88-at, továbbá alkalmazva lett az AN/APG–46 tűzvezetésre, az AN/APN–141 rádiómagasságmérő, az AN/APN–122 Doppler navigációs radar, amely az adatokat a továbbfejlesztett Litton AN/ASN–31 inerciális navigációs rendszerbe továbbította. Az előbbi radarok adatai egy repülési adatokat kezelő számítógépen és egy ballisztikai számítógépen keresztül lettek összesítve a jobb oldalon ülő bombázó-navigátor (bombardier/navigator, BN) részére. A TACAN rendszer és automata iránykövető (Automatic Direction Finder, ADF) is lett alkalmazva a pontos navigációhoz. Ha a DIANE rendszer működött, kétségkívül kora legagilisebb kombinált navigációs-támadórendszere volt, lehetőséget adva a repülőgépnek, hogy a legmostohább körülmények között is képes legyen irányított repülésre. Ilyen szituációk gyakran adódtak monszun idején a vietnámi és thaiföldi légtérben a vietnámi háborúban. Azonban a rendszer számos „gyermekbetegségben” szenvedett és több évnek kellett eltelnie, mire igazán potenssé érett.
Összesen 480 darab A–6A készült a prototípusokon és az elősorozaton kívül. Belőlük 47 darab lett átalakítva más változatokká.

### A–6B

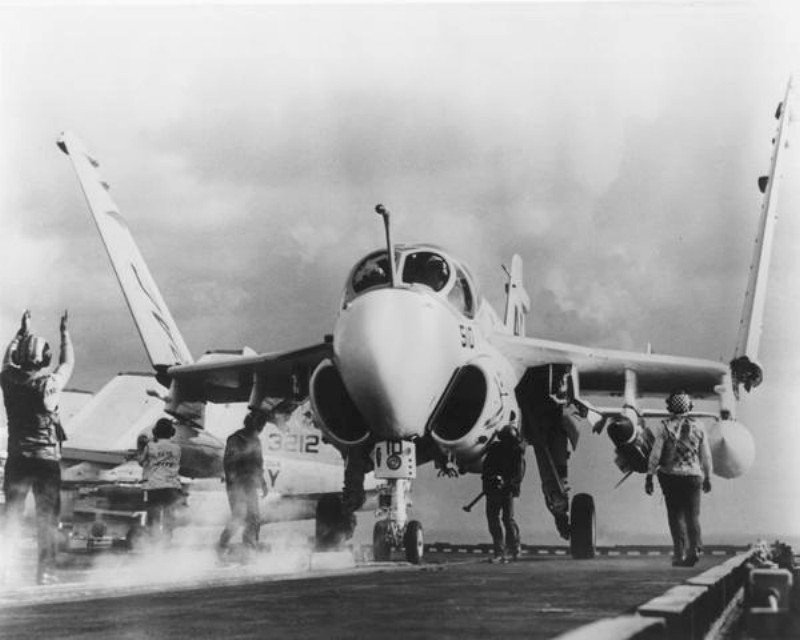
Egy A–6B a USS Saratoga-n 1971-ben

A vietnámi légtér kiterjedt légvédelme miatt a Haditengerészetnek szüksége lett egy légvédelmet lefogó repülőgéptípusra, legfőképpen a SAM-rendszerek (SA–2-k) ellen. Ezeket a bevetéseket a USN-nél Iron Hand néven nevezték, a program és a típusváltozat is ezt a becenevet kapta. Összesen 19 A–6A lett átépítve A–6B-re 1967 és 1970 között, melyek felismerhetőek a orron, a légiutántöltő csonk körül kialakított több besugárzásjelző szemölcsről, valamint a középső felfüggesztőpilon elejére felszerelt hasonló célú szenzorrúdakról.
Az A–6B-ből az A több támadórendszerét eltávolították a speciális egységeknek helyet adva, például a felderítő és tűzvezető lokátorok jeleit vevő berendezések szükségesek voltak az AGM–45 Shrike és AGM–78 Standard ARM radarromboló rakéták bevetéséhez. Az AN/APQ–92 radart lecserélték a AN/APQ–103-ra, valamint az AN/APN–122-t az AN/APN–153-ra.
1968 és 1977 között több Intruder-század alkalmazta párhuzamosan a két típusváltozatot. Összesen öt veszett el repülőeseményekben, a többi tizennégyet átépítették A–6E-re az 1970-es évek végén.

### A–6C

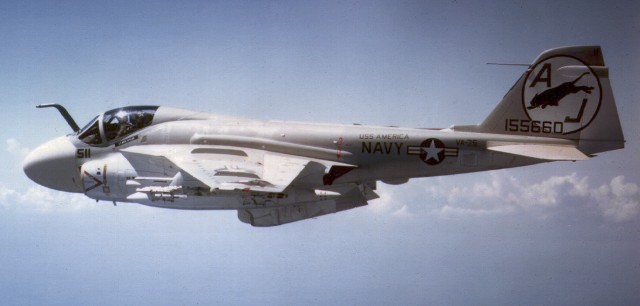
A VA–35 Black Panthers egyik A–6C-je

1970-ben egy tucat A–6A lett átépítve A–6C-vé a Ho Si Minh-ösvény elleni éjszakai támadóbevetések végrehajtására. Ezt a tizenkét gépet felszerelték a TRIM (Trails/Roads Interdiction Multi-sensor) konténerrel hőképalkotáshoz, valamint egy nagy fényerejű TV-kamerát integráltak bele, melyet egy Black Crow („Fekete holló”) fedőnevű működőmotor-érzékelő rendszerrel egészítettek ki. A radarrendszert átalakították: a korábbi A–6B-ben alkalmazott AN/APQ–103-t lecserélték az AN/APQ–112-re és az AN/APN–153 navigációs radart az AN/APN–186-ra. Az A–6A/B-kben alkalmazott AN/APG–46 tűzvezető radart leváltották a jelentősen továbbfejlesztett AN/APQ–127-tel, melyet a Sperry Corporation fejlesztett.
Mindössze egy ilyen gép veszett el a harcokban, a többi tizenegyet a háború után átépítették A–6E-re.

### KA–6D

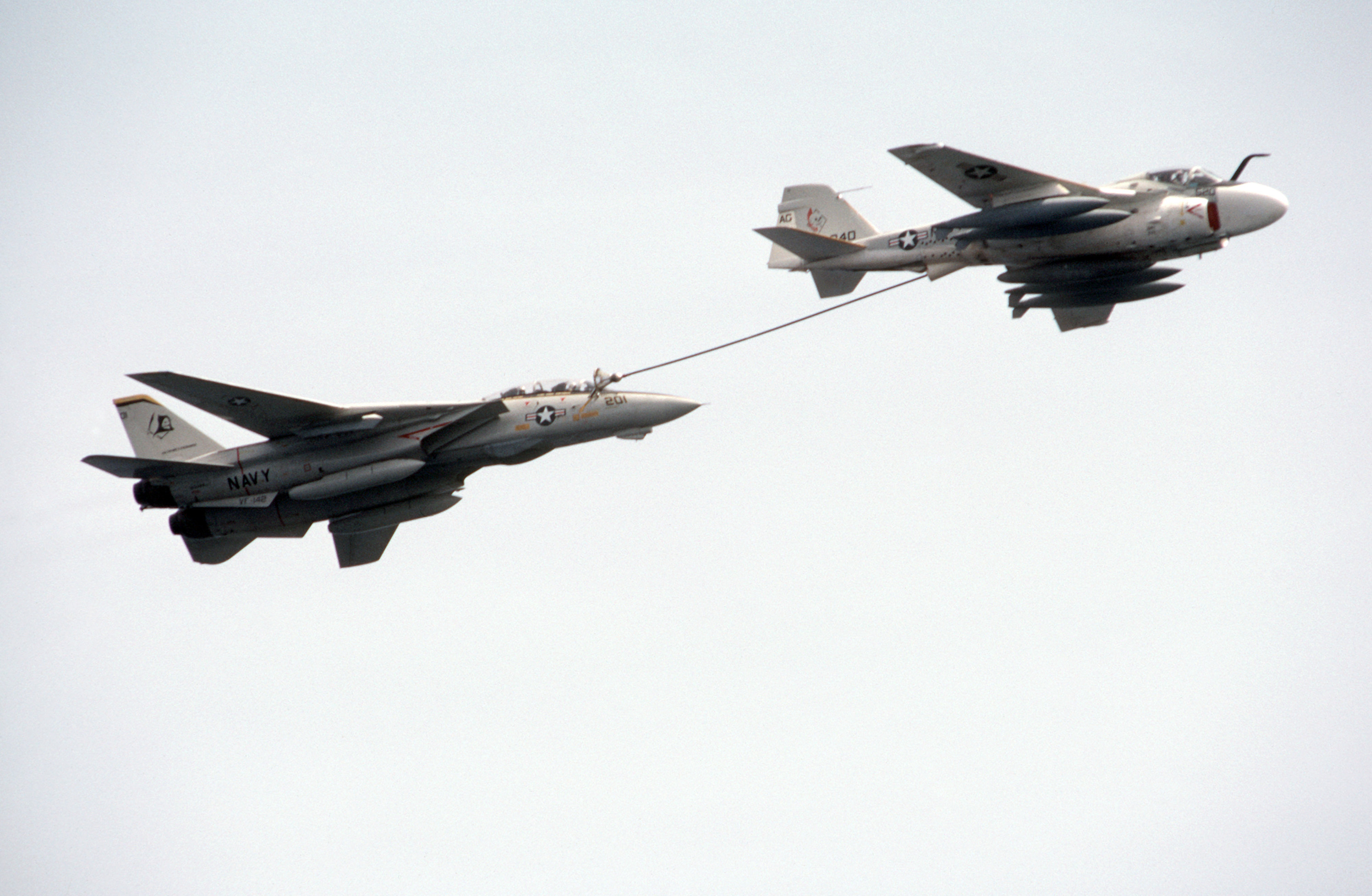
Egy KA–6D egy Tomcatet tölt után levegőben 1987-ben. Jó látható a törzs alatti beépített utántöltő rendszer

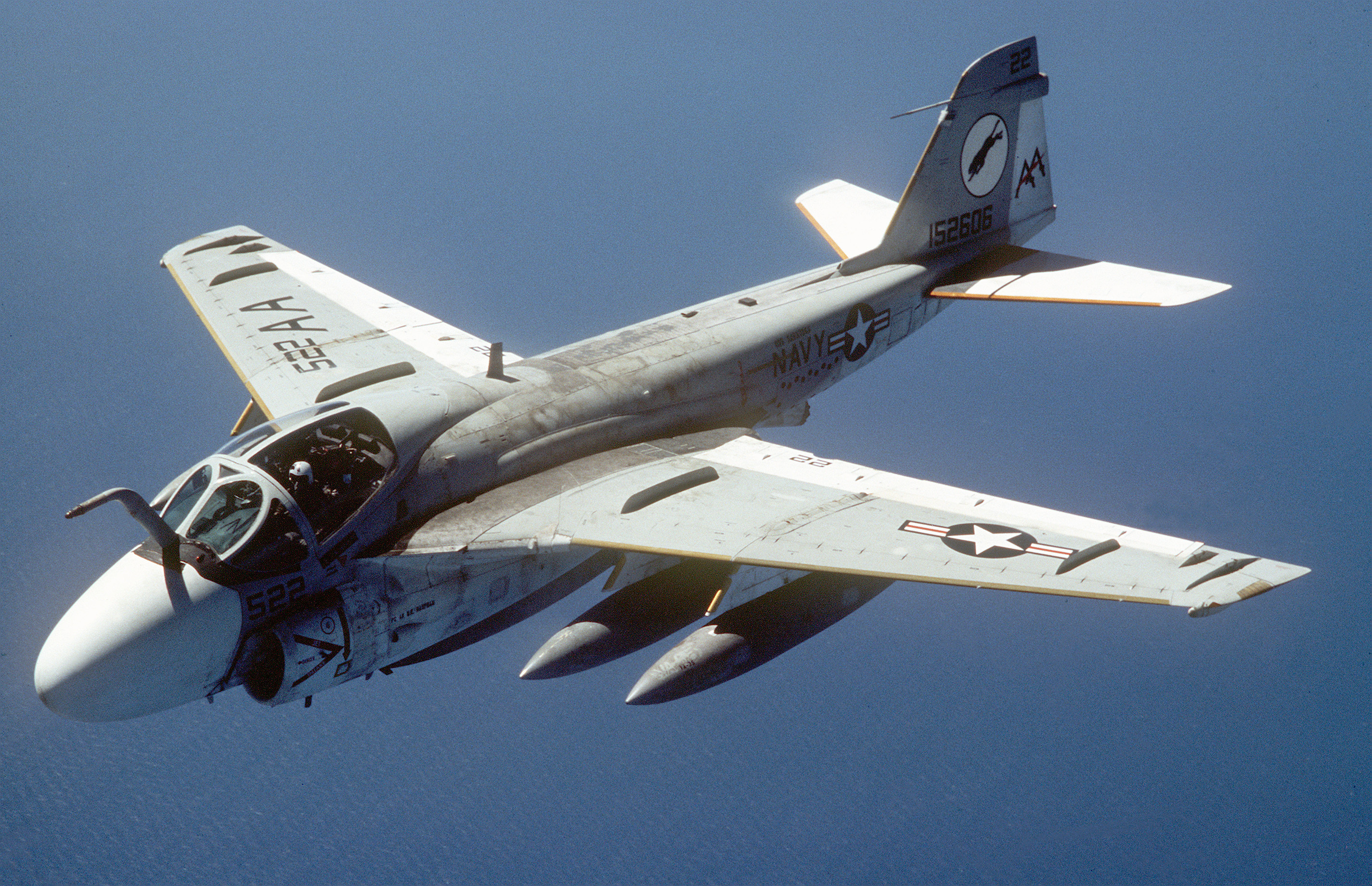
A 152606-os KA–6D repülés közben

Az 1970-es évek elején kivont KA–3B és EA–3B Skywarrior-ok pótlására 78 darab A–6A-t és 12 darab A–6E-t építettek át légi utántöltő repülőgéppé, mellyel a hordozófedélzeti repülőgépek levegőbeni ellátása lett ismét megoldott. A DIANE rendszert teljes egészében kiszerelték és a belső üzemanyagrendszert módosították a feladat ellátásához. A leggyakrabban alkalmazott konténer a D–704 utántöltő konténer lett, amit a törzs alatti felfüggesztő pilonra szereltek fel, illetve egy beépített töltőrendszer, ami az aktív zavarórendszer helyén lett kialakítva törzshátsórész alsó részén. A KA–6D alapvetően még így is képes volt nappali, vagy vizuális bombavetésre, de erre soha nem került sor, egyedül a négy póttartály hordozása lett a bevett. Mivel ez egy átalakított harcászati repülőgép volt, méretéből adódóan lehetősége volt a támadócsoportok hadszíntérig való követésére, majd későbbi fogadására is. Minden Intruder-század támadását pár KA–6D kísérte a vietnámi partvidékek előttig. A tankergépeket Phantom őrjáratok védték. A tankerbevetések és kiképzéseik integrálva voltak a támadószázadok bevetési képzéseiben is, minden A–6 személyzet kiképzett volt erre és végzett utántöltési bevetéseket is (NATOPS, Naval Air Training and Operating Procedures Standardization). Ezek a gépek mindig csak a minimálisan szükséges mennyiségű tüzelőanyagot adták át a másiknak, mellyel azok el tudták érni a repülőgép-hordozót. Több KA–6D sárkányon g-terheléskorlátozás volt kiadva a nagy számú katapultkilövés és fékezőhorgos befogás miatt. A kiöregedett és kivont gépek miatt utántöltési hiány keletkezett a USN és USMC flottában, ezért a USN az S–3 Viking-et alakította át légiutántöltő repülőgéppé, azonban ennek a típusnak az üzemanyagszállító képessége korlátozott volt, lévén kevés felfüggesztésipilon-száma miatt. A „Tanker Intruder” és a Viking kivonásával egyedül az új F/A–18E/F Super Hornet képes csak légi utántöltésre az amerikai hordozófedélzeti repülőezredekben.

### A–6E

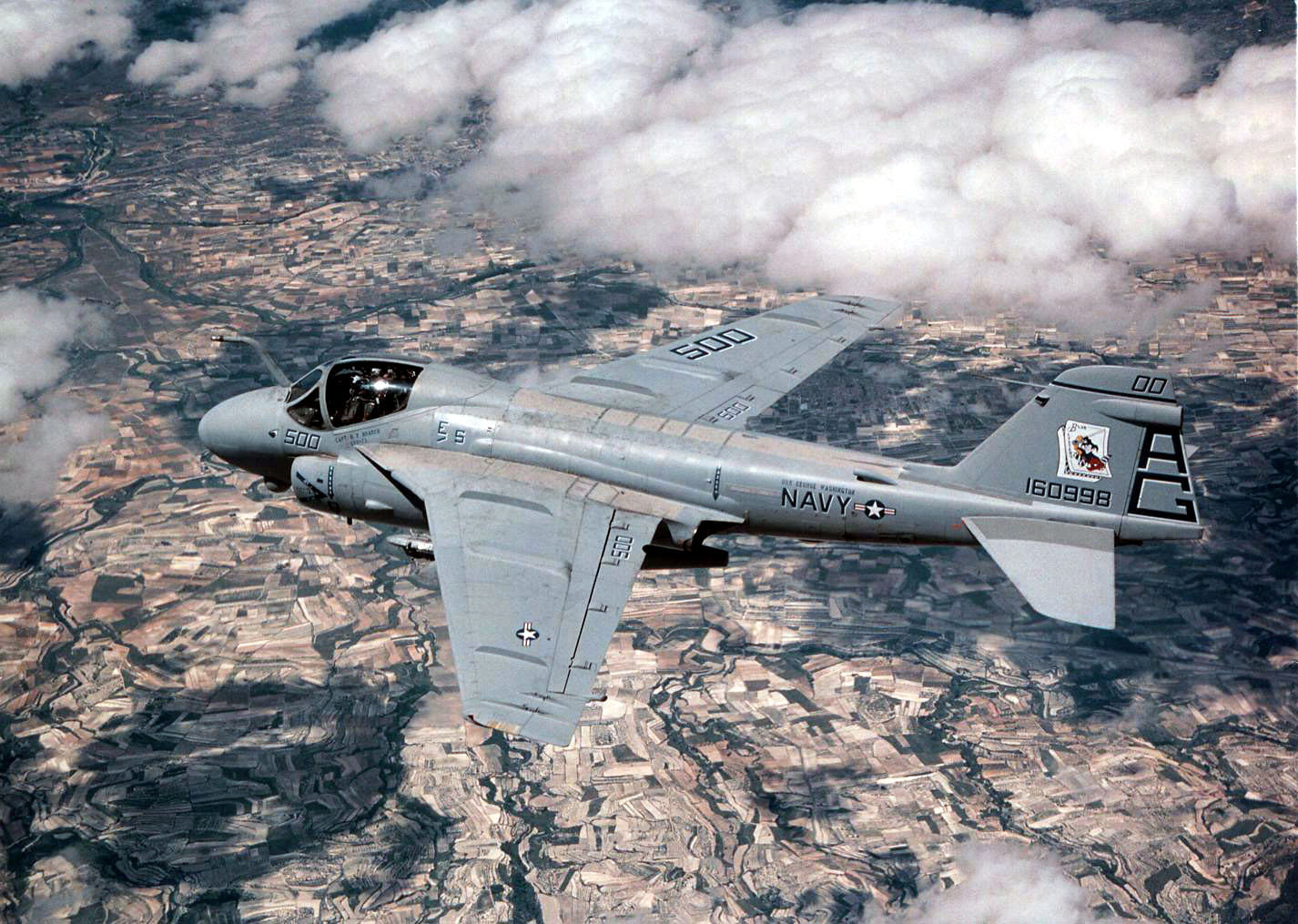
A VA–34 csapásmérő század 160998-as A–6E-je Spanyolország felett a Matador hadgyakorlat idején 1996-ban

Az utolsó támadóváltozatban jelentősen továbbfejlesztették a navigációs és a támadórendszereket egyaránt. A fejlesztés és a tesztsorozatok 1970-ben kezdődtek, majd az első kitelepítések 1971. december 9-én kezdődtek el. Az A/B/C változatok korai felderítő és tűzvezető rendszereit felváltotta a Norden által fejlesztett AN/APQ–148 több üzemmódú radar, illetve a fedélzeti számítógépeket egy hatékonyabb integrált áramkör-alapú rendszer, szemben a DIANE tranzisztoralapú rendszerével. Új AN/ASN–92 tehetetlenségi navigációs rendszert építettek be, a CAINS (Carrier Aircraft Intertial Navigation System)-szel együtt, melyekkel a navigációs képesség tovább javult. Külső megkülönböztető jegyeinek egyike a függőleges vezérsík mellett a törzs bal oldalán kialakított beömlő nyílás.

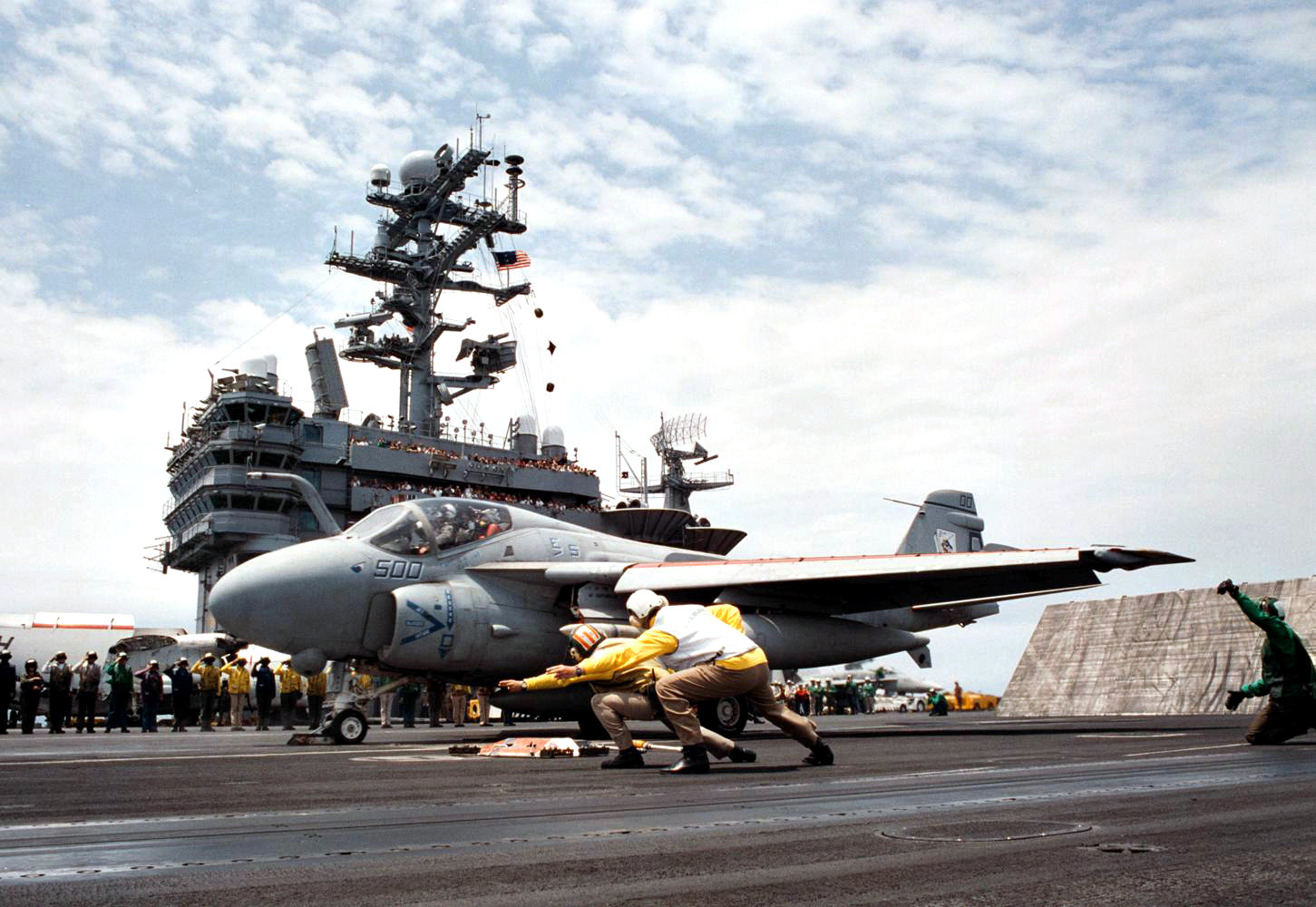
A VA–34 utolsó A–6E Intruderének indítása a USS George Washington-on 1996-ban

1979 elején az összes A–6E-t felszerelték az AN/AAS–33 DRS (Detecting and Ranging Set)-szel, mely a TRAM (Target Recognition and Attack Multi-Sensor) rendszer része. Ez egy kisméretű giroszkóp által stabilizált, forgatható torony az orr alatt, amiben hőképalkotó FLIR-rendszer van lézertávmérővel és -célmegjelölővel felszerelve, valamint az IBM System/4 Pi számítógépe. A TRAM-rendszerbe egy új, Norden által fejlesztett AN/APQ–156 radar lett beépítve. A BN ezzel egyaránt képessé vált a radar és a TRAM által nyújtott képek lapján támadást vezetni, vagy passzívan csak a TARM szenzorait használva, ezzel a repülőgép rádióhullámú kisugárzásait minimálisra csökkentve. A TRAM alkalmazásával a típusváltozat egyidejűleg alkalmassá vált lézervezérlésű bombák bevetésére is, továbbá a TRAM forgatásával lehetővé vált mozgó célok támadása az AMTI (Airborne Moving Target Indicator) segítségével. Az új tűzvezető számítógép alkalmazásával lehetővé vált közvetlenül nem észlelt célok közvetett irányzású támadása (Offset Aim Point, OAP).
Az 1980-as években az A–6E TRAM repülőgépeket átalakították A–6E WCSI-já (Weapons Control System Improvement), mellyel az alkalmazható fegyverek száma bővült. Ezzel képessé vált több első generációs precíziós csapásmérő fegyver bevetésére, úgymint az AGM–84 Harpoon hajóromboló robotrepülőgép és az AGM–123 Skipper. A WSCI repülőgépek képessé váltak az AGM–84E SLAM, látóhatáron túlra indítható robotrepülőgépek alkalmazására is. A Harpoon és SLAM repülőgépek azonos kommunikációs csatornákkal rendelkeznek, azonban az indító gépen kívül egy másik A–6E SWIP-nek is kell a célkörzetben tartózkodnia a biztos célra vezetéshez.
Az 1990-es évek elején több A–6E lett modernizálva a SWIP (Systems/Weapons Improvement Program) keretében, melyekkel az akkori legújabb precíziós fegyvereket is alkalmazni tudták, köztük az AGM–65 Maverick-et, az AGM–84E SLAM-et, az AGM–62 Walleye-t és az AGM–88 HARM lokátorromboló rakétát, valamint a továbbfejlesztett Harpoon-okat. Egy segédprocesszort is beépítettek az IBM 4Pi számítógépe mellé, amellyel a MIL–SPEC 1553 digitális adatátviteli rendszeren keresztül kommunikált a felfüggesztő pilonra szerelt fegyver, illetve ehhez egy további vezérlőpanelt építettek be a pilótafülkébe. Miután a típuson sorozatos szárny-kifáradási problémák felmerültek – az EA–B Prowlerekkel együtt –, az Intruder-flotta körülbelül 85%-át átszerelték szén-epoxi-titán-alumínium ötvözetű kompozit szárnyakra. Az új szárnyak azonban nem váltak be, mivel merevebbek voltak a korábbiaknál, ezáltal nagyobb erőhatásokat adtak át a törzsszerkezetnek, amiken szintén anyagfáradásos jelenségek alakultak ki (minimális deformáció és repedés). Az öbölháborút követően a típus kivonása mellett döntöttek. Ennek tudatában az F/A–18 Hornet továbbfejlesztése prioritásként lépett elő. Az 1970-es, 80-as években a típust kis ütemben, de még gyártották, évente 4-5 darab új gépet adtak át az elveszett példányok pótlására. 1990-ben a gyártást leállították és az utolsó új gyártású 20 darab kompozitszárnyas SWIP-gépet 1993-ban szállították le. A típust három évre rá kivonták a szolgálat alól.
Összesen 445 darab A–6E épült, melyek közül körülbelül 240 darab a korábbi változatok átépítése, köztük 14 darab B és 11 darab C.